# Campeonato Sul-Americano de Clubes de Voleibol Masculino de 2025
O Campeonato Sul-Americano de Clubes de Voleibol Masculino de 2025 foi a 24.ª edição deste torneio organizado anualmente pela Confederação Sul-Americana de Voleibol (CSV). O torneio aconteceu entre os dias 12 e 16 de março, pela primeira vez na história na cidade de Uberlândia na variante masculina. No total, a competição contou com nove equipes participantes provenientes de cinco países distintos.
O campeão e o vice-campeão do torneio garantiram a oportunidade de representar a América do Sul no Campeonato Mundial de Clubes de 2025.
A equipe do Sada Cruzeiro conquistou o décimo primeiro título da competição de sua história ao derrotar na final o anfitrião Praia Clube por 3 sets a 2. Completando o pódio o Sesi-Bauru derrotou o Monteros Vóley] por 3 sets a 1. O ponteiro brasileiro Welinton Oppenkoski  foi eleito o melhor jogador (MVP).

## Formato de disputa
As nove equipes foram divididas em três grupos: A, B e C. Elas se enfrentaram dentro de seus respectivos grupos, avançando para as semifinais os primeiros colocados de cada grupo e o segundo melhor colocado geral. Nas semifinais, os cruzamentos foram estabelecidos da seguinte forma: 1°A enfrentará o 2°melhor colocado e 1°B enfrentará 1°C, determinando assim os finalistas e as equipes que disputaram o terceiro lugar.
Os times eliminados na fase classificatória foram classificados da quinta à nona posição. Os melhores segundos colocados (eliminados) disputaram a quinta posição, enquanto os melhores terceiros colocados jogaram pela sétima posição. O pior terceiro colocado encerrou sua participação na nona posição.

## Equipes participantes
As seguintes equipes qualificadas para a disputa do Campeonato Sul-Americano de Clubes de 2025 pela CSV são:
| Equipe           | País      | Forma de classificação                              | Títulos                                                          |
| ---------------- | --------- | --------------------------------------------------- | ---------------------------------------------------------------- |
| Praia Clube      | Brasil    | Convidado e anfitrião                               | 0 (não possui)                                                   |
| Sesi-Bauru       | Brasil    | Campeão da Superliga Brasileira de 2023–24          | 0 (não possui)                                                   |
| Sada Cruzeiro    | Brasil    | Vice-campeão da Copa Brasil 2023                    | 10 (2012, 2014, 2016, 2017, 2018, 2019, 2020, 2022, 2023 e 2024) |
| Club Olympic     | Bolívia   | Campeão da Super Liga Boliviana de Voleibol de 2024 | 0 (não possui)                                                   |
| Juan Ferreira    | Uruguai   | Campeão da Super Liga Uruguaia de Voleibol de 2024  | 0 (não possui)                                                   |
| Ciudad Vóley     | Argentina | Campeão da Liga Argentina de 2023–24                | 0 (nao possui)                                                   |
| River Plate      | Argentina | Vice-campeão da Supercopa da Argentina 2024         | 0 (nao possui)                                                   |
| Monteros Vóley   | Argentina | Quinto lugar da Liga Argentina de 2023–24           | 0 (não possui)                                                   |
| Deportivo Murano | Chile     | Campeão da Liga Chilena de 2024                     | 0 (não possui)                                                   |

## Local das partidas
| Uberlândia, Brasil |
| ------------------ |
| Arena UTC          |
| Capacidade: 3 500  |

## Grupos
| A                | B            | C                   |
| ---------------- | ------------ | ------------------- |
| Praia Clube      | Ciudad Vóley | Sada Cruzeiro       |
| River Plate      | Sesi-Bauru   | Monteros Vóley Club |
| Deportivo Murano | Club Olympic | Juan Ferreira       |

## Fase de grupos
|  | Classificado para as semifinais              |
|  | Classificado para a disputa do quinto lugar. |
|  | Classificado para a disputa do sétimo lugar  |

- Todas as partidas seguem o horário local (−3:00).

### Grupo A
|     |                  |     | Jogos | Jogos | Jogos | Resultados | Resultados | Resultados | Resultados | Resultados | Resultados | Sets | Sets | Sets  | Pontos | Pontos | Pontos |
| Pos | Equipe           | Pts | T     | V     | D     | 3–0        | 3–1        | 3–2        | 2–3        | 1–3        | 0–3        | V    | P    | R     | V      | P      | R      |
| --- | ---------------- | --- | ----- | ----- | ----- | ---------- | ---------- | ---------- | ---------- | ---------- | ---------- | ---- | ---- | ----- | ------ | ------ | ------ |
| 1   | Praia Clube      | 6   | 2     | 2     | 0     | 2          | 0          | 0          | 0          | 0          | 0          | 6    | 0    | MAX   | 152    | 110    | 1.382  |
| 2   | River Plate      | 2   | 2     | 1     | 1     | 0          | 0          | 1          | 0          | 0          | 1          | 3    | 5    | 0.600 | 159    | 179    | 0.888  |
| 3   | Deportivo Murano | 1   | 2     | 0     | 2     | 0          | 0          | 0          | 1          | 0          | 1          | 2    | 6    | 0.333 | 161    | 183    | 0.880  |

Resultados
| 12 de março 20:30 Resultado | Praia Clube | 3 — 0             | Deportivo Murano | Arena UTC, Uberlândia |
| 12 de março 20:30 Resultado | 27 25       | Set 1 Set 2 Set 3 | 25 15 17         | Arena UTC, Uberlândia |

| 13 de março 20:30 Resultado | Praia Clube | 3 — 0             | River Plate | Arena UTC, Uberlândia |
| 13 de março 20:30 Resultado | 25          | Set 1 Set 2 Set 3 | 19 13 21    | Arena UTC, Uberlândia |

| 14 de março 15:30 Resultado | River Plate    | 3 — 2                         | Deportivo Murano | Arena UTC, Uberlândia |
| 14 de março 15:30 Resultado | 25 19 25 22 15 | Set 1 Set 2 Set 3 Set 4 Set 5 | 19 25 22 25 13   | Arena UTC, Uberlândia |

### Grupo B
|     |              |     | Jogos | Jogos | Jogos | Resultados | Resultados | Resultados | Resultados | Resultados | Resultados | Sets | Sets | Sets  | Pontos | Pontos | Pontos |
| Pos | Equipe       | Pts | T     | V     | D     | 3–0        | 3–1        | 3–2        | 2–3        | 1–3        | 0–3        | V    | P    | R     | V      | P      | R      |
| --- | ------------ | --- | ----- | ----- | ----- | ---------- | ---------- | ---------- | ---------- | ---------- | ---------- | ---- | ---- | ----- | ------ | ------ | ------ |
| 1   | Sesi-Bauru   | 6   | 2     | 2     | 0     | 2          | 0          | 0          | 0          | 0          | 0          | 6    | 0    | MAX   | 150    | 94     | 1.596  |
| 2   | Ciudad Vóley | 3   | 2     | 1     | 1     | 1          | 0          | 0          | 0          | 0          | 1          | 3    | 3    | 1,000 | 129    | 134    | 0.963  |
| 3   | Club Olympic | 0   | 1     | 0     | 1     | 0          | 0          | 0          | 0          | 0          | 1          | 0    | 3    | 0,000 | 99     | 150    | 0.660  |

Resultados
| 12 de março 15:30 Resultado | Ciudad Vóley | 3 — 0             | Club Olympic | Arena UTC, Uberlândia |
| 12 de março 15:30 Resultado | 25           | Set 1 Set 2 Set 3 | 19 21        | Arena UTC, Uberlândia |

| 13 de março 15:30 Resultado | Ciudad Vóley | 0 — 3             | Sesi-Bauru | Arena UTC, Uberlândia |
| 13 de março 15:30 Resultado | 22 16        | Set 1 Set 2 Set 3 | 25         | Arena UTC, Uberlândia |

| 14 de março 20:30 Resultado | Sesi-Bauru | 3 — 0             | Club Olympic | Arena UTC, Uberlândia |
| 14 de março 20:30 Resultado | 25         | Set 1 Set 2 Set 3 | 16 8 16      | Arena UTC, Uberlândia |

### Grupo C
|     |                     |     | Jogos | Jogos | Jogos | Resultados | Resultados | Resultados | Resultados | Resultados | Resultados | Sets | Sets | Sets  | Pontos | Pontos | Pontos |
| Pos | Equipe              | Pts | T     | V     | D     | 3–0        | 3–1        | 3–2        | 2–3        | 1–3        | 0–3        | V    | P    | R     | V      | P      | R      |
| --- | ------------------- | --- | ----- | ----- | ----- | ---------- | ---------- | ---------- | ---------- | ---------- | ---------- | ---- | ---- | ----- | ------ | ------ | ------ |
| 1   | Sada Cruzeiro       | 6   | 2     | 2     | 0     | 2          | 0          | 0          | 0          | 0          | 0          | 6    | 0    | MAX   | 150    | 94     | 1.596  |
| 2   | Monteros Vóley Club | 3   | 2     | 1     | 1     | 1          | 0          | 0          | 0          | 0          | 1          | 3    | 3    | 1,000 | 133    | 136    | 0.978  |
| 3   | Juan Ferreira       | 0   | 2     | 0     | 2     | 0          | 0          | 0          | 0          | 0          | 2          | 0    | 6    | 0,000 | 97     | 150    | 0.647  |

Resultados
| 12 de março 20:30 Resultado | Sada Cruzeiro | 3 — 0             | Juan Ferreira | Arena UTC, Uberlândia |
| 12 de março 20:30 Resultado | 25            | Set 1 Set 2 Set 3 | 5 14 17       | Arena UTC, Uberlândia |

| 13 de março 18:00 Resultado | Sada Cruzeiro | 3 — 0             | Monteros Vóley Club | Arena UTC, Uberlândia |
| 13 de março 18:00 Resultado | 25            | Set 1 Set 2 Set 3 | 18 21 19            | Arena UTC, Uberlândia |

| 14 de março 18:00 Resultado | Monteros Vóley Club | 3 — 0             | Juan Ferreira | Arena UTC, Uberlândia |
| 14 de março 18:00 Resultado | 25                  | Set 1 Set 2 Set 3 | 22 24 15      | Arena UTC, Uberlândia |

## Finais

### Sétimo lugar
| 15 de março 13:30 Resultado | Deportivo Murano | 3 — 1                   | Club Olympic | Arena UTC, Uberlândia |
| 15 de março 13:30 Resultado | 25               | Set 1 Set 2 Set 3 Set 4 | 18 17 27 17  | Arena UTC, Uberlândia |

### Quinto lugar
| 15 de março 16:00 Resultado | Ciudad Vóley | 3 — 0             | River Plate | Arena UTC, Uberlândia |
| 15 de março 16:00 Resultado | 25           | Set 1 Set 2 Set 3 | 15 21 17    | Arena UTC, Uberlândia |

### Chaveamento final
|  | Semifinais          | Semifinais    |                     |   | Final | Final |
|  |                     |               |                     |   |       |       |
|  | 15 de março - 18:30 |               |                     |   |       |       |
|  |                     |               |                     |   |       |       |
|  | Praia Clube         | 3             |                     |   |       |       |
|  | Praia Clube         | 3             | 16 de março - 14:00 |   |       |       |
|  | Monteros Vóley Club | 0             |                     |   |       |       |
|  | Monteros Vóley Club | 0             | Praia Clube         | 2 |       |       |
|  | 15 de março - 21:00 |               | Praia Clube         | 2 |       |       |
|  |                     | Sada Cruzeiro | 3                   |   |       |       |
|  | Sada Cruzeiro       | Sada Cruzeiro | 3                   | 3 |       |       |
|  | Sada Cruzeiro       |               |                     | 3 |       |       |
|  | Sesi-Bauru          | 1             |                     |   |       |       |
|  | Sesi-Bauru          | 1             | Terceiro lugar      |   |       |       |
|  |                     |               |                     |   |       |       |
|  | 16 de março - 11:00 |               |                     |   |       |       |
|  |                     |               |                     |   |       |       |
|  | Monteros Vóley Club | 1             |                     |   |       |       |
|  | Monteros Vóley Club | 1             |                     |   |       |       |
|  | Sesi-Bauru          | 3             |                     |   |       |       |

### Semifinais
| 15 de março 18:30 Resultado | Praia Clube | 3 — 0             | Monteros Vóley Club | Arena UTC, Uberlândia |
| 15 de março 18:30 Resultado | 25          | Set 1 Set 2 Set 3 | 19 13 21            | Arena UTC, Uberlândia |

| 15 de março 21:00 Resultado | Sada Cruzeiro | 3 — 1                   | Sesi-Bauru  | Arena UTC, Uberlândia |
| 15 de março 21:00 Resultado | 17 25         | Set 1 Set 2 Set 3 Set 4 | 25 21 18 19 | Arena UTC, Uberlândia |

### Terceiro lugar
| 16 de março 11:00 Resultado | Monteros Vóley Club | 1 — 3                   | Sesi-Bauru | Arena UTC, Uberlândia |
| 16 de março 11:00 Resultado | 25 21 19 20         | Set 1 Set 2 Set 3 Set 4 | 23 25      | Arena UTC, Uberlândia |

### Final
| 16 de março 14:00 [ Resultado] | Praia Clube    | 2 — 3                         | Sada Cruzeiro  | Arena UTC, Uberlândia |
| 16 de março 14:00 [ Resultado] | 28 16 25 30 16 | Set 1 Set 2 Set 3 Set 4 Set 5 | 26 25 19 32 18 | Arena UTC, Uberlândia |

## Classificação final
| Posição | Equipe              |
| ------- | ------------------- |
|         | Sada Cruzeiro       |
|         | Praia Clube         |
|         | Sesi-Bauru          |
| 4       | Monteros Vóley Club |
| 5       | Ciudad Vóley        |
| 6       | River Plate         |
| 7       | Deportivo Murano    |
| 8       | Club Olympic        |
| 9       | Juan Ferreira       |

|  | Qualificados para o Campeonato Mundial de Clubes de 2025 |

| Campeonato Sul-Americano de Clubes de 2025 |
| Brasil                                     |
| ------------------------------------------ |
| Sada Cruzeiro Campeão (11.º título)        |

| Elenco |
| --- |
| Welinton Oppenkoski, Felipe Parra, Otávio Pinto, Matheus Brasília, Juan Velasco, Lukinhas, Wallace de Souza, Rodrigo Leão, Rodrigo Ribeiro, Douglas Souza, Gabriel Vaccari, Lucas Saatkamp, Alexandre Elias, Martos Antônio |
| Técnico |
| Filipe Ferraz |

## Prêmios individuais
A seleção do campeonato foi composta pelos seguintes jogadores:
- MVP (Most Valuable Player):  Welinton Oppenkoski (SC)